# Сату Ноу (Белчешти)
Ново село (рум. Satu Nou) насеље је у Румунији у округу Јаши у општини Белчешти. Oпштина се налази на надморској висини од 150 m.

## Становништво
Према подацима из 2002. године у насељу је живело 1909 становника, од којих су сви румунске националности.